# Aeropuerto Cerro Moreno
Aeropuerto Cerro Moreno är en flygplats i Chile.   Den ligger vid staden Antofagasta, i provinsen Provincia de Antofagasta och regionen Región de Antofagasta, i den norra delen av landet, 1 100 km norr om huvudstaden Santiago de Chile. Aeropuerto Cerro Moreno ligger 138 meter över havet.
Terrängen runt Aeropuerto Cerro Moreno är varierad. Havet är nära Aeropuerto Cerro Moreno åt sydväst. Runt Aeropuerto Cerro Moreno är det glesbefolkat, med 12 invånare per kvadratkilometer..
Trakten runt Aeropuerto Cerro Moreno är ofruktbar med lite eller ingen växtlighet.